# Witton
Witton is een civil parish in het bestuurlijke gebied North Norfolk, in het Engelse graafschap Norfolk met 318 inwoners.